# جامعة وهمية

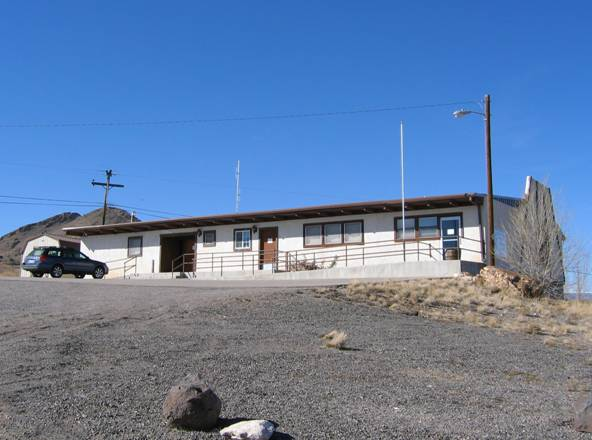

الجامعات الوهمية هي شركات ومنظمات تدعي أنها مؤسسات تعليم عالي ولكنها تقدم درجات أكاديمية غير قانونية مقابل أجر مادي.

## تاريخ
في عام 2010 ناقش البرلمان المصري طلب أحد النواب بمساءلة جامعة عين شمس ووزير التعليم العالي حول شهادتي الماجستير والدكتوراة في إدارة الأعمال التي تمنحهما جامعة عين شمس بالتعاون مع جامعة ويست بروك الأمريكية، ولكن الدرجات الممنوحة غير حقيقية وغير معترف بها على خلاف ما هو معلن رسمياً من قبل الجامعة، حيث نفت جامعة ويست بروك وجود أي تعاقد بينها وبين جامعة عين شمس.
وفي آب 2015 نشرت وزارة التعليم العالي في دولة الإمارات العربية المتحدة تحذيراً للمواطنين والمقيمين الراغبين في الدراسة الجامعية أو إتمام الدراسات العليا من الوقوع في فخ الجامعات الوهمية، خاصة التي تنتشر إعلاناتها على صفحات الإنترنت والتواصل الاجتماعي، مناشدة جميع الطلاب بالرجوع إليها للتأكد من الجامعات التي يخططون للدراسة فيها للتأكد من أنها غير وهمية، وأن برامجها وشهاداتها معتمدة داخل الدولة.